# Telgárt
Telgárt é um município da Eslováquia, situado no distrito de Brezno, na região de Banská Bystrica. Tem 55,97 km² de área e sua população em 2018 foi estimada em 1.534 habitantes.

## Demografia
| Ano:        | 1994 | 2004   | 2014   | 2024   |
| ----------- | ---- | ------ | ------ | ------ |
| Broj ljudi: | 1630 | 1531   | 1530   | 1506   |
| Razlika:    |      | -6,07% | -0,06% | -1,56% |

| Ano:               | 2023 | 2024   |
| ------------------ | ---- | ------ |
| Número de pessoas: | 1525 | 1506   |
| Diferença:         |      | -1,24% |